# John G. Lindberg
John Gustaf Lindberg, född 22 juni 1884 i Sankt Petersburg, död 23 november 1973 i Helsingfors, var en finländsk läkare. 
Lindberg blev student 1903, medicine licentiat 1914 samt medicine och kirurgie doktor 1917. Han specialiserade sig på ögonsjukdomar bland annat i Petrograd 1915–1917 under ledning av Ernst Blessig och var 1937–1951 överläkare vid Stengårds sjukhus ögonavdelning i Helsingfors. Han var en framstående oftalmolog, som beskrev de ärftliga sjukdomarna pseudoexfoliation av linsen och aniridi. Han tilldelades professors titel 1951. 